# Johannes Strijdom

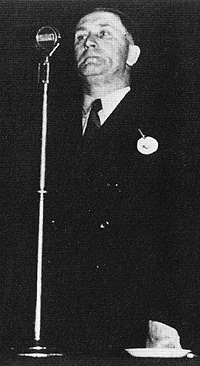
Johannes Strijdom

Johannes Gerhardus Strijdom (Sandvlakte, 14 juli 1893 – Kaapstad, 24 augustus 1958) was van 1954 tot 1958 premier van de Unie van Zuid-Afrika.
Strijdom studeerde rechten aan het Victoria Kollege in Stellenbosch en was daarna werkzaam als advocaat en in de agrarische sector. In 1929 werd hij voor de Nasionale Party in het parlement gekozen. Hij betoonde zich een voorstander van de apartheid. Daarnaast ontpopte hij zich tot een tegenstander van het Britse imperialisme. In Transvaal, zijn thuisbasis, hield hij zogenaamde 'strijddagen' (dat wil zeggen het idee werd levendig gehouden dat de Boerenstrijd tegen de Britten voortduurde zolang zij Zuid-Afrika 'bezetten').
Na de Tweede Wereldoorlog werd hij als leider van de Transvaalse afdeling van de Nasionale Party op 26 mei 1948 benoemd tot minister van Landen en Irrigatie in het kabinet-Malan. Na het aftreden van premier Malan in 1954 werd Strijdom tot voorzitter van de Nasionale Party gekozen en nam hij het premiersambt van hem over. Hij bleef tot zijn dood in 1958 premier van Zuid-Afrika.
Hendrik Verwoerd volgde hem als premier op.
Er zijn in Zuid-Afrika nog veel monumenten die ter ere van Strijdom zijn opgericht. In 2001 stortte een standbeeld van Strijdom in elkaar, waarbij twee mensen gewond raakten. Zijn huis in Nylstroom (Modimolle) is een museum.
Louis Botha · Jan Christian Smuts · James Barry Munnik Hertzog · Jan Christian Smuts · Daniël François Malan · Nicolaas Havenga (a.i.) · Johannes Strijdom · Charles Robberts Swart (a.i.) · Hendrik Verwoerd · Theophilus Dönges (a.i.) · Balthazar Johannes Vorster · Pieter Willem Botha
- Gemeinsame Normdatei: 130044903
- International Standard Name Identifier: 0000 0003 9865 3853
- Library of Congress Control Number: n81118867
- Nederlandse Thesaurus van Auteursnamen: 31729685X
- Virtual International Authority File: 264943917
- WorldCat: E39PBJvxqxGxKcphfyWfFTMgKd